# جوردان فوشر
صادق جوردان شابيل فوشر (6 نوفمبر 1991)، لاعب كرة قدم فرنسي من أصل جزائري، يلعب كمهاجم لنادي تور، في 31 يناير 2022، أعير إلى نادي فيرتون.